# Corno dei Tre Signori
Der Corno dei Tre Signori ist ein 3360 m hoher Berg in der Ortler-Alpen. Er liegt östlich oberhalb des Gaviapasses und war ein strategisch wichtiger Punkt. Seinen Namen Corno dei Tre Signori, auf Deutsch Horn der Drei Herren, trägt er, da bis in das 19. Jahrhundert hinein hier die Staatsgebiete der Republik Venedig, Graubündens und des Fürstbistums Trient aneinandergrenzten. Der Berg ist ebenmäßig geformt und sendet nach allen vier Himmelsrichtungen ausgeprägte Grate. Mit Ausnahme der Nordostflanken ist er im Nationalpark Stilfserjoch unter Schutz gestellt. Der Corno stellt heute ein vom Gaviapass aus leicht zu erreichendes Ausflugsziel dar. Zuerst bestiegen wurde das Horn am 11. August 1876 durch P. Damiani, G. Duina und F. Gamba von der Scharte Bocchetta Corno dei Tre Signori über den Südgrat.

## Lage und Umgebung
Der Corno dei Tre Signori liegt im südlichen Hauptkamm der Ortler-Alpen. Nur im Nordwesten grenzt ein bedeutender Gletscher, die Vedretta della Sforzellina, an die Nordwestflanke des Corno. Ein benachbarter Berg ist im Verlauf des Nordgrats, getrennt durch den Wegübergang Passo della Sforzellina, auf 2930 Metern Höhe gelegen, die 3100 Meter hohe Punta della Sforzellina. Im Südwesten, jenseits des Gletscherrests Vedretta del Corno dei Tre Signori liegt der Monte Gaviola mit 3025 Metern Höhe. Im weiteren Verlauf des Südgrats liegt die 3140 Meter hohe Cima di Caione. Nach Westen fällt das Gelände ab zum Gaviapass (2618 m), mit dem Bergsee Lago Bianco. Der Berg liegt auf der Wasserscheide zwischen Po und Etsch, die am Hauptkamm der Ortler-Alpen beginnt und über die Adamello-Presanella-Gruppe zur Adria führt.

## Erschließung und Besteigung
Der Weg der Erstbesteiger 1876 führte vom Gaviapass aus in östlicher Richtung und dann über den Südgrat zum Gipfel. Dieser Weg ist auch heute noch als leichtester Anstieg der Normalweg. Als Stützpunkt dient das auf der Gaviapasshöhe liegende Rifugio Bonetta (2618 m). Ein mit Steinmännchen markierter Weg führt, laut Literatur, in etwa dreieinhalb Stunden Gehzeit im Schwierigkeitsgrad UIAA I, mit Firnabschnitten und teilweise auch Wechten, zum Gipfel. 1892 wurde zum ersten Mal der Westgrat bezwungen und 1909 die Südwestwand durchstiegen (beide UIAA III). Alle anderen Routen auf den Gipfel erreichen den Schwierigkeitsgrad UIAA II. Südlich des Corno dei Tre Signori führt der durch ganz Italien verlaufende Fernwanderweg Sentiero Italia, hier genannt Alta Via Camuna, vorbei.